# Sare Jatta
Sare Jatta är en ort i Gambia. Den ligger i regionen Upper River, i den östra delen av landet, 250 km öster om huvudstaden Banjul. Antalet invånare var 373 vid folkräkningen 2013.